# London Town
London Town (с англ. — «Город Лондон») — студийный альбом британской рок-группы Wings, выпущенный в 1978 году, шестой альбом в дискографии группы; девятый альбом в сольной дискографии лидера группы Пола Маккартни вне и после его участия в группе The Beatles.
Запись этого альбома была долгим и беспорядочным проектом, во время которого группа потеряла двух своих участников (гитариста Джимми Маккалоха и барабанщика Джо Инглиша), у Линды и Пола Маккартни родился сын Джеймс, а также был издан самый продаваемый сингл в британской истории — «Mull of Kintyre». Участник Wings Денни Лэйн позже записал кавер-версии на две песни из этого альбома («Children Children» и «Deliver Your Children») и выпустил их на своём сольном альбоме Performs the Hits of Wings, вышедшем в 2007.

### Создание альбома
После коммерческого успеха в 1976 году — выпуска альбома Wings at the Speed of Sound и хорошо прошедшего мирового тура в его поддержку Wings Over the World tour, — Пол Маккартни рассчитывал, что и 1977 будет таким же успешным годом. Но всё произошло не настолько гладко, как было запланировано.
7 февраля 1977 Wings начали работать над следующим альбомом на студии Эбби Роуд, и работа продолжалась до 31 марта. Планы Пола Маккартни относительно тура группы по США вновь были сорваны из-за беременности его жены Линды их третьим совместным ребёнком (ранее у них родились две дочери: Мэри в 1969 и Стелла в 1971). Понимая, что до родов у них ещё есть время — и, как часто бывало, для добавочного вдохновения подыскивая различные интересные места для записи — чета Маккартни и остальные Wings арендовали четыре яхты, пришвартованные около берегов Виргинских островов (идею выбрать это место выдвинул звукоинженер Джефф Эмерик, часто работавший с Маккартни ещё со времён The Beatles в 1960-х), на одной из которых, называвшейся «Fair Carol», расположили аппаратуру для записи, а на остальных жили; так работа продолжалась в течение всего мая (со 2 мая по 31 мая), было записано 13 песен, из них семь песен («Cafe on the Left Bank», «I’m Carrying», «I’ve Had Enough», «With a Little Luck», «Famous Groupies», «Don’t Let It Bring You Down» и «Morse Moose and the Grey Goose») в итоге вошли в альбом, а другие шесть («Boil Crisis», «El Toro Passing», «Running Round the Room», «Standing Very Still», «After You’ve Gone» и «Fairy Tale») не были изданы. Имея в виду море как место записи, первоначальное рабочее название альбома было Water Wings (с англ. — «Крылья в воде», «Водяные крылья»). В конце мая из-за прогрессировавшей беременности Линды Пол Маккартни решил прекратить запись в «морских условиях»; он оставил для последующей записи, которая произошла в августе на студии Spirit of Ranachan в шотландском городе Кэмпбелтаун, две ещё не записанные песни — «Mull of Kintyre» и «Girls' School». Обе песни были записаны в августе, а затем выпущены на сингле 11 ноября 1977; вразрез с первоначальными планами Маккартни, это было единственное издание записей Wings в 1977.
Ещё до выхода сингла состав Wings понёс две потери. Барабанщик Джо Инглиш начал тосковать по жизни в США, покинул Великобританию и вернулся домой. Соло-гитарист Джимми Маккалох в сентябре 1977 перешёл в группу Small Faces (по иронии судьбы, человек, который предупреждал слушателей об опасности наркотиков и алкоголя в ранних песнях Wings «Medicine Jar» и «Wino Junko», был в 26 лет найден умершим, предположительно от передозировки наркотиков). Впервые с 1973, со времён записи альбома Band on the Run, Wings снова остались втроём: Пол, Линда и Денни Лэйн. Спустя некоторое время после рождения 12 сентября сына Пола и Линды Джеймса Маккартни, с 25 октября по 1 декабря Wings работали на студии Эбби Роад; было записано пять вошедших в альбом песен («Backwards Traveller», «Cuff Link», «Children Children», «Girlfriend», «Name and Address») и одна в итоге неизданная («Waterspout»).
11 ноября 1977 с огромным коммерческим успехом был издан сингл «Mull of Kintyre», ставший в итоге наиболее продаваемым синглом в истории британской индустрии звукозаписи (перекрывший достижения даже самого успешного сингла The Beatles — «She Loves You»). И хотя формально этот результат был превышен в 1984 синглом созданной Бобом Гелдофом в благотворительных целях супергруппы Band Aid «Do They Know It’s Christmas?», «Mull of Kintyre» до сих пор является по количеству продаж в Великобритании четвёртым из всех синглов и первым — из не-благотворительных.
После дозаписей некоторых инструментов и наложений 3-14 декабря 1977 на студии Джорджа Мартина AIR London Studios и 4-23 января 1978 на студии Эбби Роад, альбом, названный в итоге London Town, был закончен. Предваряющий альбом сингл «With a Little Luck» достиг в чарте синглов США 1-й позиции за неделю до выхода альбома, который был издан 31 марта 1978. В альбом также вошла песня «Girlfriend», написанная первоначально для Майкла Джексона (Джексон чуть позднее тоже записал эту песню, которая вошла в его альбом 1979 года Off the Wall). Альбом был благожелательно встречен критиками, хорошо поднимался в чартах, достигнув 4-й позиции в Великобритании и 2-й позиции в США, где был продан в количестве более одного миллиона копий и стал «платиновым». Но после столь неплохого старта альбом не смог удерживаться на достигнутых позициях так же хорошо, как предыдущие издания Wings, несмотря на то, что предшествовавшие выходу альбома синглы «I've Had Enough» и «London Town» стали хитами. Хотя появления панк-рока (который заставил изменяться музыкальную индустрию), несомненно, внесло свой вклад в несколько меньшие, чем ожидалось, продажи London Town, альбом теперь рассматривается как обозначивший окончание пика коммерческого успеха Wings и начало некоторого коммерческого спада для Маккартни.
Как сообщалось, Пол Маккартни был недоволен Capitol Records в США, где «Mull of Kintyre» не достиг успеха (помещенная на стороне «Б» песня Girls' School скромно вошла в сороковку, заняв там 33-ю позицию), и был встревожен тем, что это плохая реклама для London Town. Когда его контракт с Capitol закончился, Маккартни быстро подписал контракт с Columbia Records на издание его записей только для Северной Америки (а контракт с EMI распространялся на весь остальной мир), и это оставалось так до 1984, когда он вновь вернулся к Capitol.
В 1993 был проделан ремастеринг London Town, и альбом был переиздан на CD как часть серии The Paul McCartney Collection; бонус-треками были добавлены «Mull of Kintyre» и «Girls’ School».

### Оформление альбома
Коллаж, дизайн обложки, оформление обложки и фотографии: Пол Маккартни, Денни Лэйн, Линда Маккартни.

## Список композиций
Слова и музыка всех песен — Пол Маккартни, за исключением отмеченные особо.
| №  | Название                                       | Автор(ы)                   | Длительность |
| -- | ---------------------------------------------- | -------------------------- | ------------ |
| 1. | «London Town»                                  | Пол Маккартни / Денни Лэйн | 4:10         |
| 2. | «Cafe on the Left Bank»                        |                            | 3:25         |
| 3. | «I'm Carrying»                                 |                            | 2:44         |
| 4. | «Backwards Traveller»                          |                            | 1:09         |
| 5. | «Cuff Link»                                    |                            | 1:59         |
| 6. | «Children Children» (ведущий вокал Денни Лэйн) | Пол Маккартни / Денни Лэйн | 2:22         |
| 7. | «Girlfriend»                                   |                            | 4:39         |
| 8. | «I've Had Enough»                              |                            | 3:02         |

| №   | Название                                           | Автор(ы)                   | Длительность |
| --- | -------------------------------------------------- | -------------------------- | ------------ |
| 9.  | «With a Little Luck»                               |                            | 5:45         |
| 10. | «Famous Groupies»                                  |                            | 3:36         |
| 11. | «Deliver Your Children» (ведущий вокал Денни Лэйн) | Пол Маккартни / Денни Лэйн | 4:17         |
| 12. | «Name and Address»                                 |                            | 3:07         |
| 13. | «Don't Let It Bring You Down»                      | Пол Маккартни / Денни Лэйн | 4:34         |
| 14. | «Morse Moose and the Grey Goose»                   | Пол Маккартни / Денни Лэйн | 6:25         |

| №   | Название          | Автор(ы)                   | Длительность |
| --- | ----------------- | -------------------------- | ------------ |
| 15. | «Girls' School»   |                            | 4:38         |
| 16. | «Mull of Kintyre» | Пол Маккартни / Денни Лэйн | 4:42         |

## Участники записи
- Пол Маккартни — вокал, гитара, бас-гитара, барабаны, перкуссия, скрипка, клавишные, флажолет, рекордер
- Линда Маккартни — клавишные, фортепиано, перкуссия, вокал
- Денни Лэйн — гитара, бас-гитара, флажолет, recorder, перкуссия, вокал
- Джимми Маккалох[англ.] — гитара, перкуссия, бэк-вокал
- Джо Инглиш[англ.] — вокал, барабаны, перкуссия, гармоника

## Хит-парады

### Места в хит-парадах
| Страна                  | Хит-парад (1978)           | Место |
| ----------------------- | -------------------------- | ----- |
| Австралия               | Kent Music Report Chart    | 3     |
| Австрия                 | Albums Chart               | 4     |
| Канада                  | RPM Albums Chart           | 2     |
| Голландия               | Mega Albums Chart          | 1     |
| Франция                 | SNEP Albums Chart          | 3     |
| Италия                  | Albums Chart               | 8     |
| Япония                  | Oricon LP Chart            | 4     |
| Новая Зеландия          | Albums Chart               | 4     |
| Норвегия                | VG-lista Albums Chart      | 2     |
| Швеция                  | Albums Chart               | 4     |
| Великобритания          | UK Albums Chart            | 4     |
| США                     | Billboard 200              | 2     |
| Западная Германия (ФРГ) | Media Control Albums Chart | 6     |

### Годовые хит-парады
| Страна         | Чарт (1978)   | Место |
| -------------- | ------------- | ----- |
| Австралия      | Albums Chart  | 25    |
| Австрия        | Albums Chart  | 12    |
| Канада         | Albums Chart  | 22    |
| Франция        | Albums Chart  | 11    |
| Италия         | Albums Chart  | 49    |
| Япония         | Albums Chart  | 45    |
| Великобритания | Albums Chart  | 24    |
| США            | Billboard 200 | 56    |

### Сертификации и количество продаж
| Страна                                                                   | Сертификация | Количество продаж |
| ------------------------------------------------------------------------ | ------------ | ----------------- |
| Франция (SNEP)                                                           | Золото       | 265 800           |
| Германия (BVMI)                                                          | Золото       | 250 000^          |
| Япония (Oricon Charts)                                                   |              | 86 000            |
| Нидерланды (NPVI)                                                        | Платина      | 100 000^          |
| Великобритания (BPI)                                                     | Золото       | 100 000^          |
| США (RIAA)                                                               | Платина      | 1 000 000^        |
| ^ — обозначает, что количество продаж оценивается только по сертификации |              |                   |